# Influence d'Augustin d'Hippone sur le monde occidental
Cet article traite de l'influence qu'Augustin d'Hippone a eue sur le monde occidental tant au niveau théologique que philosophique et culturel. 

## Influence jusqu'auXIIesiècle

### Augustin et le passage de la culture antique au Moyen Âge

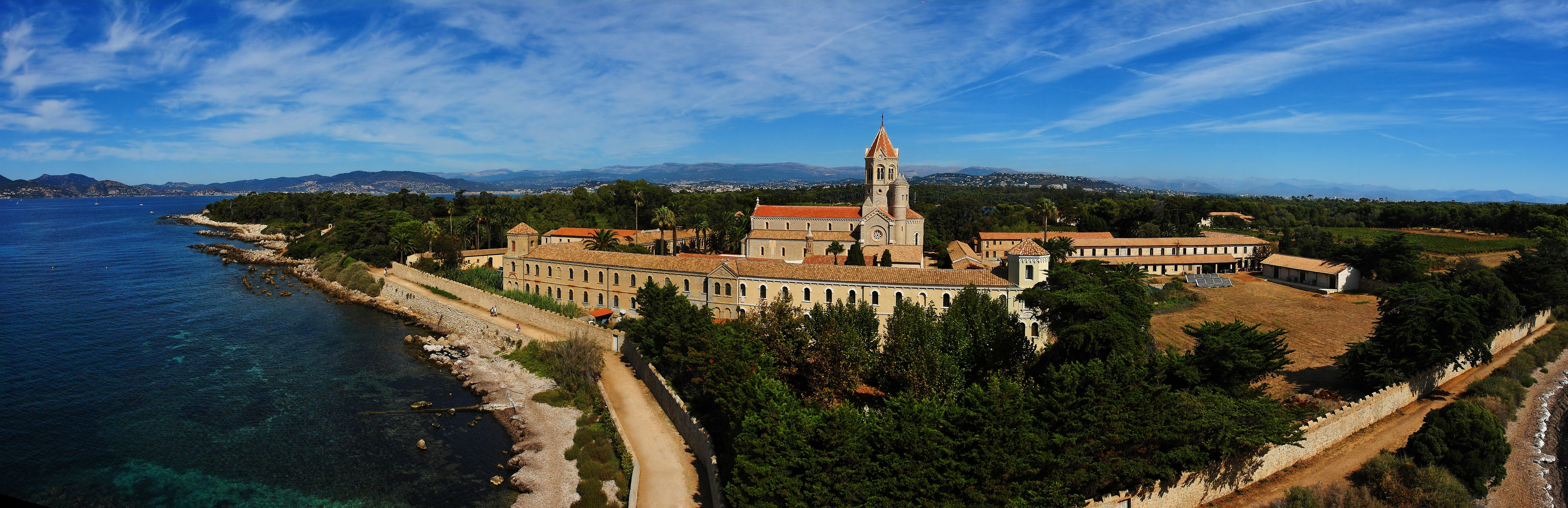
Le monastère de Lérins vu depuis la forteresse.

Au Moyen Âge, deux civilisations chrétiennes dont l'aire d'influence recouvre celui de deux grandes langues ou de leurs dérivés, à savoir le latin et le grec, se partagent l'Europe. En fait, cette séparation linguiste débute dès le Bas-Empire. Augustin, un maître de la langue latine, ne lit pas couramment le grec. Pour Henri-Irénée Marrou, Augustin est le Père de l'Occident et tient le rôle qu'Origène tient dans le christianisme oriental (grec, et russe en particulier).
Du vivant même d'Augustin son œuvre circule notamment à travers un réseau de disciples tels Paulin de Nole ou Prosper d'Aquitaine, un des secrétaires du pape Léon Ier. À sa mort, ses disciples luttent contre le semi-pélagianisme de Jean Cassien qui sera condamné en 529, et aussi contre des moines de Lérins et de Marseille. Après lui, à l'exception de Grégoire le Grand, il n'y aura plus de personnalité intellectuelle de sa stature dans ce qui sera l'Occident chrétien. Isidore de Séville voit en lui le premier de tous les Pères de l'Église, tandis que l'œuvre de Césaire d'Arles est profondément marquée par Augustin d'Hippone.
Augustin inspire à travers la règle de saint Augustin qui régit encore actuellement de nombreux ordres ou congrégations religieuses, un des deux grands courants monachiques qui se développe aussi en Occident, l'autre étant inspiré par Jean Cassien. Si des doutes sur le rédacteur exact de la règle de Saint Augustin subsistent, l'inspiration augustinienne ne fait pas de doute.

### Augustin et le christianisme jusqu'à la Renaissance duXIIesiècle

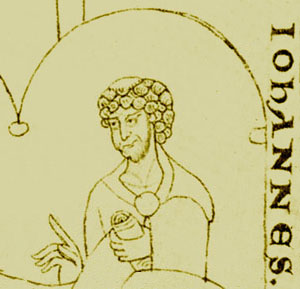
Jean Scot Érigène, Paris, Bibliothèque nationale, Lat. 6734.

Durant cette période, Augustin vient juste après les apôtres dans l'Occident chrétien. Son ouvrage la Cité de Dieu pas toujours bien compris sert de creuset à l'ordre politique et social qui se met en place. Son aura est telle durant cette période que toute œuvre anonyme de qualité lui est attribuée par les copistes, de sorte que son œuvre déjà volumineuse s'accroît encore. Par exemple, on lui attribue les Méditations dont on découvrira plus tard qu'elles sont l'œuvre de Jean de Fécamp.
Boèce (480-526) reprend des thèmes augustiniens en leur donnant un tour plus technique, plus fondé sur la logique aristotélicienne qui sous-tend la tradition platonique de Proclus (410-485) et d'Ammonios (fils d'Hermias). Plus tard les œuvres Periphyseon appelé aussi De divisione nature, et le De prædestione de Jean Scot Érigène (810-870), sont également marquées par la pensée d'Augustin.
Augustin inspire au milieu du XIe siècle non seulement Anselme de Canterbury et Abélard mais aussi leurs adversaires : Pierre Damien et Bernard de Clairvaux. Toutefois si l'on en croit Henri-Irénée Marrou, c'est l'école de l'abbaye de Saint-Victor autour de Guillaume de Champeaux qui au XIIe siècle est la plus « intiment inspirée de l'augustinisme ». Si des communautés de chanoines réguliers continuent de suivre la règle d'Augustin — qui inspirera au XIIIe siècle la règle des dominicains —, la règle bénédictine de Benoît d'Aniane et de Bernard de Clairvaux s'impose dans les monastères.
Durant la période suivante, la pensée d'Augustin demeurera très présente grâce au Livre des sentences de Pierre Lombard (1095-1160) qui dominera l'apprentissage de la théologie jusqu'à la fin du XIIIe siècle.

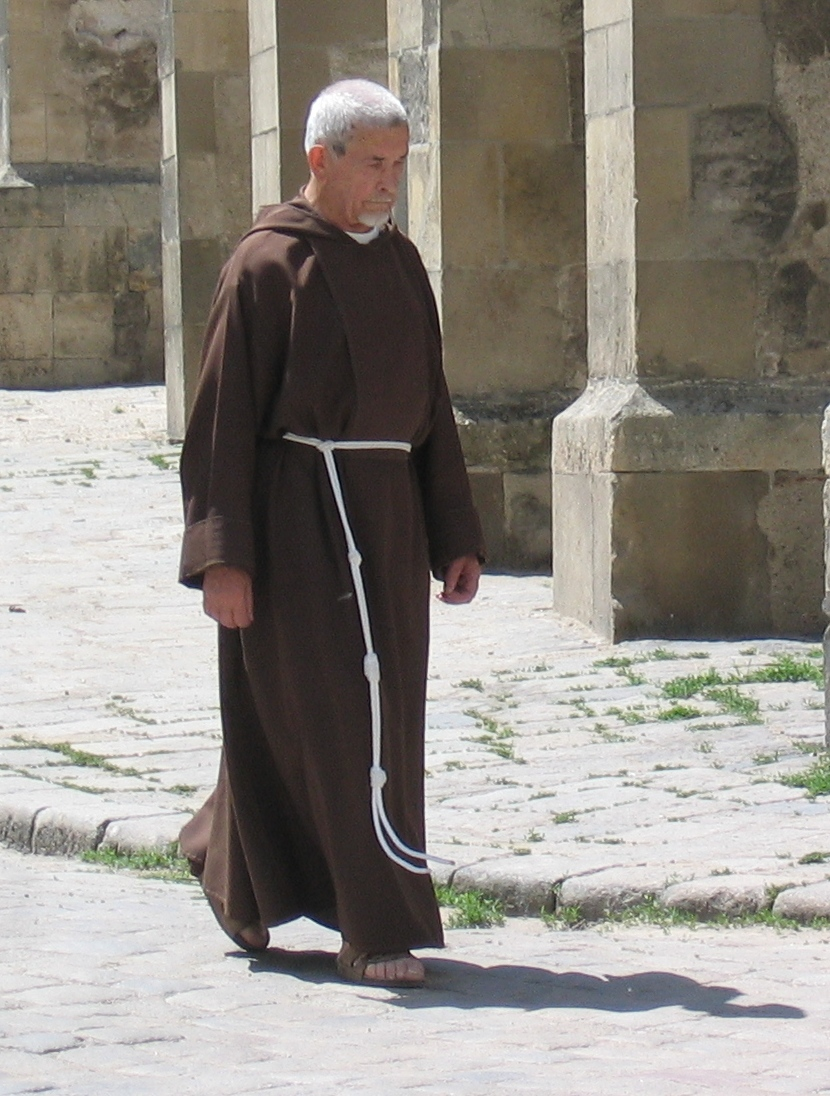
Moine de la famille franciscaine. Aux XIII et XIV, les franciscains seront plus marqués par Augustin que les dominicains, plus aristotéliciens et thomistes.

### Présence d'Augustin duXIIeauXVesiècle
Jusqu'à la fin du XIIe siècle l'occident n'a accès qu'à la logique d'Aristote. Après cette date l'œuvre entière devient accessible aux lettrés occidentaux grâce aux traductions de l'arabe et du grec. Les conséquences en sont doubles. 1) Les belles-lettres — un des points forts d'Augustin — reculent au bénéfice de la philosophie pure. 2) La pensée d'Augustin qui jusque-là a régné en maître décline, Aristote devient « le Philosophe » tandis que le platonisme et le néo-platonisme qui ont tant imprégné la pensée d'Augustin perdent de leur influence. 
La pensée d'Aristote marque profondément l'œuvre de Thomas d'Aquin qui tend à devenir la référence du christianisme occidental. Il en résulte de vives controverses entre Augustiniens et thomistes, qui au XIIIe siècle opposent trois grands ordres religieux : d'un côté les dominicains ralliés à Thomas d'Aquin, de l'autre les franciscains autour de Bonaventure et de Duns Scot — ainsi que les grands augustins autour de Gilles de Rome et de Grégoire de Rimini. C'est ce qu'on appelle la controverse de la Correctia. Les rapports entre les pensées d'Augustin et de Thomas d'Aquin sont complexes. Selon Henri-Irénée Marrou, Thomas d'Aquin incorpore dans son « aristotélicisme systématique et en quelque sorte radical […] des pans entiers d'augustinisme » : Thomas d'Aquin combattrait un « augustinisme avicenisant » et un « aristotélisme averoïste ».
À propos de la controverse elle-même, s'il ne faut pas schématiser le débat très subtil, il n'en demeure pas moins deux points de divergence notables : les franciscains acceptent avec des aménagements les « enseignements d'Augustin concernant l'illumination divine, le pouvoir de l'âme et la raison séminale » ainsi son volontarisme.
Par « illumination », ils entendent que l'esprit humain a besoin de la présence de règles et de raisons divines. Par l'idée de raison séminale qui vient du stoïcisme, ils soulignent que « Augustin enseigne que Dieu a infusé dans la matière au moment de la création, des normes intelligibles qui peuvent être actualisées », tout comme une semence permet de produire une nouvelle plante. Sur la question du volontarisme, pour W.F. Stone, il n'y a pas entre les protagonistes une véritable différence concernant la psychologie morale, mais des divergences sur l'importance de ce volontarisme.

## Augustin et le monde occidental duXVIeauXVIIesiècle
La pensée d'Augustin est très présente au XVIe siècle et au XVIIe siècle, deux siècles d'intenses débats « sur la liberté, la grâce, sur l'impuissance de l'homme sans Dieu ». Pour Jean Delumeau, ces débats s'expliquent par le fait que les grandes difficultés de l'époque (guerre de Cent Ans, peste noire, Grand Schisme, menace turque, etc.) créent en Europe une mauvaise conscience, un sentiment que « seul le péché pouvait expliquer tous ces malheurs ». C'est ce besoin qui expliquerait le succès du calvinisme et du luthéranisme : comme chez Augustin ils ont une vision de l'Homme que certains nommeraient réaliste et que d'autres qualifieraient de sombre ou de pessimiste. Pour Jean Delumeau, ce trait ferait que les humanistes — Nicolas de Cues, Marsile Ficin, Pic de la Mirandole, Thomas More, etc. — qui ont une conception assez optimiste de l'Homme et qui n'insistent pas sur la notion du péché, satisferaient moins bien aux besoins de renouveau de l'époque.

### Augustin et le protestantisme
La publication de la première édition critique de l'œuvre d'Augustin par Johann Amerbach en 1506 permet aux réformés d'avoir un accès direct à sa pensée. Toutefois son influence réelle est discutée. W.F. Stone estime que s'ils font grand cas des théories d'Augustin sur l'élection et la réprobation ainsi que celles sur la justification et la volonté, « les éléments les plus positifs de son anthropologie et de sa théorie de la grâce sont négligés ou sous-estimés ».

#### Martin Luther

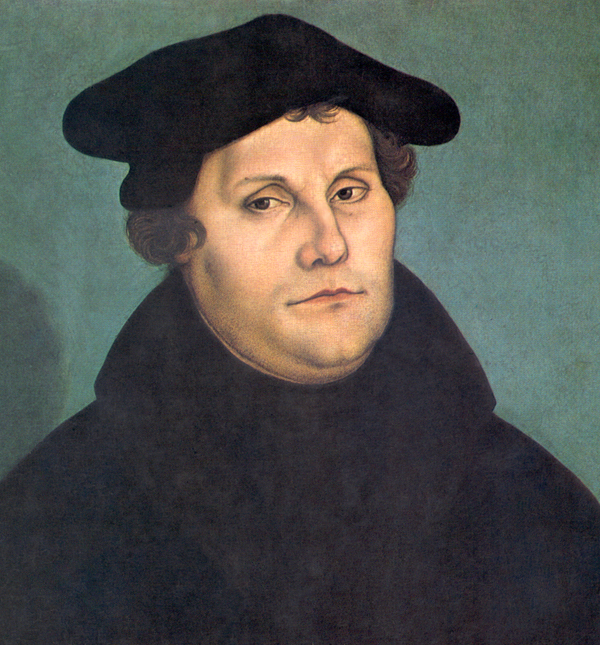
Martin Luther par Lucas Cranach l'Ancien (1633).

Luther, lui-même moine augustinien au début de sa carrière, est influencé à la fois par le travail de Johann von Staupitz, un néo-augustinien, et par Augustin lui-même. Dans ses commentaires bibliques, Luther fait référence 270 fois à l'œuvre d'Augustin. Toutefois, si Luther s'inspire d'Augustin, il apporte également sa propre touche. La proximité des deux hommes est particulièrement notable sur trois points au moins :
- la théorie de la grâce. Pour Luther, si la grâce peut être accordée à tous ceux qui ont la foi, l'Homme n'est pas relevé de ses péchés, simplement ceux-ci ne sont-ils plus portés à son passif[21] ;
- la question de l'Homme intérieur. Sur ce point, à partir de 1520-1521, Luther, dans son écrit De la liberté du chrétien, se rapproche, avec des nuances, de la pensée d'Augustin. Si pour Augustin l'Homme intérieur est créé à la fois à l'image et à la ressemblance de Dieu, tandis que l'Homme extérieur — le corps —, « possède une excellence et une prédisposition à la contemplation qui en font aussi, en un certain sens, une image de Dieu »[22] ; pour Luther une ascèse prudente permet à l'Homme extérieur de se régler sur l'Homme intérieur qui est « créé par Dieu »[22] ;
- Luther reprend l'opposition d'Augustin entre Cité de Dieu et Cité des hommes en la centrant sur la primauté du Christ. C'est ainsi qu'il distingue un Royaume de Dieu, « celui de la grâce, de la foi, de l'amour, de la parole de Dieu, des préceptes évangéliques », du royaume du monde, « celui du glaive temporel, de la loi, du décalogue »[23] : si les vrais chrétiens qui appartiennent au Royaume de Dieu n'ont pas besoin de lois parce qu'ils sont gouvernés par l'esprit, les autres, ceux du monde, doivent être encadrés par le droit ; de sorte que par ce biais Luther pose les principes de la légitimité du pouvoir temporel[24].

#### Jean Calvin

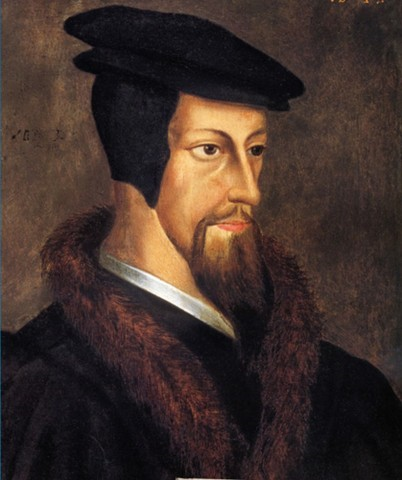
Portrait de Jean Calvin.

Jean Calvin est profondément imprégné de l'œuvre d'Augustin notamment de la Cité de Dieu qu'il a étudié de mai 1532 à octobre 1533. Dans son ouvrage majeur, l’Institution, il cite 1 700 fois Augustin tandis que de facto il y fait référence sans le citer 2 400 autres fois. D'une façon générale, Augustin a une quadruple influence sur Calvin :
- il est l'auteur qui l'a conduit vers la Réforme. Dans ce cheminement, Luchesius Smits insiste sur l'influence du texte d'Augustin intitulé De la lettre et de l'esprit (De spiritu et littera) sur Calvin ;
- le sacrement est pour Calvin ce qu'il est pour Augustin, dont il reprend la formule une « parole visible ». Il n'a pas une efficacité en lui-même, il est seulement « l'instrument de Dieu autorisant une communion spirituelle »[25] ;
- Calvin reprend à Augustin sa démarche exclusiviste c'est-à-dire que pour les deux auteurs, les hérésies doivent être combattues. Denis Crouzet note que pour Jean Calvin « Dieu a donné le glaive aux magistrats pour défendre la vérité de Dieu quand besoin sera, punissant les hérétiques qui la renversent »[25] ;
- Calvin s'inspire aussi d'Augustin pour tout ce qui touche à la loi, la pénitence, le mérite et la prédestination, notions qui chez Augustin font système[27]. Toutefois, Calvin développe une théorie de la grâce plus dure qu'Augustin en oubliant les possibilités de régénération — de recommencement — présentes dans la pensée de l'évêque d'Hippone. Pour Luchesius Smits, cette différence d'appréciation tiendrait au fait que chez Augustin l'amour est positif — est action vers — alors que chez Calvin il est passif, il est « condescendance de Dieu à notre égard »[26].

### Augustin et leXVIIesièclefrançais
Jean Dagens, un spécialiste de Pierre de Bérulle, considère que « le XVIIe siècle est le siècle de Saint Augustin » fondé sur le « christianisme augustinien » qui considère que l'avilissement humain, depuis le péché originel, est inhérent à notre condition naturelle.
Néanmoins, les écrits d'Augustin influencèrent la poésie de la fin du XVIe siècle, avec notamment Chassignet, La Ceppède et Pierre de croix, continuateurs des translateurs Jacques de Billy, Jean Guyot, Pierre Tamisier et Gentien Hervet. La paraphrase de ces auteurs inclus aussi des traités apocryphes.

#### Augustin et la littérature classique
Le XVIIe siècle très augustinien, débute peu après l'édition des Œuvres complètes d'Augustin par l'ancienne université de Louvain en 1577 et se clôt sur une autre édition complète, celle des bénédictins de Saint-Maur (en 1679-1700). Entre ces deux dates, les œuvres d'Augustin sont aussi traduites par des gens de lettres souvent membres de l'Académie française, tels Guillaume Colletet, traducteur de La doctrine chrétienne en 1636, Louis Giry, traducteur De la Cité de Dieu (1665-1667) ou encore Philippe Goibaud du Bois, traducteur notamment des Lettres (1684) et des Sermons (1694). Ces hommes admirent le lyrisme et la qualité poétique de l'œuvre d'Augustin. 
Toutefois, la forte influence d'Augustin sur le XVIIe siècle français n'a été vraiment perçue que très récemment avec la parution en 1963 de l'ouvrage de Pierre Courcelle Les « Confessions » de saint Augustin dans la tradition littéraire, suivi de Pascal et Saint Augustin en 1970 et de La Rochefoucauld, Pascal et Saint Augustin de Jean Lafond — et de bien d'autres ouvrages. En 1982, la revue Société d'étude du XVIIe siècle consacre un numéro spécial à ce qu'elle appelle « Le siècle de Saint Augustin ».

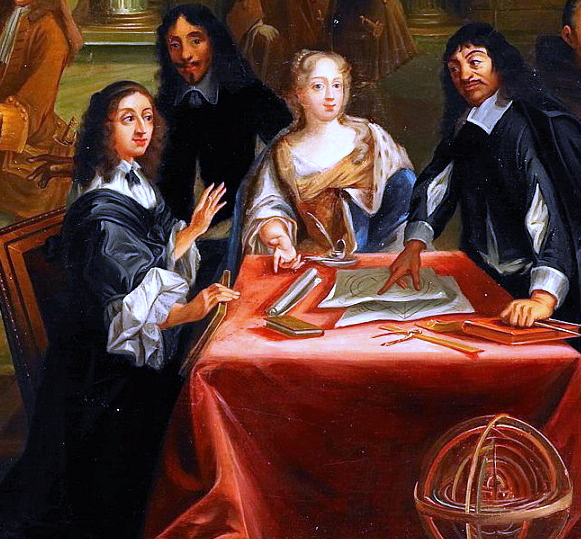
La reine de Suède en conversation avec René Descartes. La reine Christine écrivit un peu à la façon d'Augustin une autobiographie.

L'influence d'Augustin sur la littérature se fait sentir à plusieurs niveaux. Par l'intermédiaire de son livre Doctrine chrétienne, Augustin a marqué profondément les grands prédicateurs du siècle de Louis XIV tels que Bossuet même si les influences de Cicéron et de Sénèque sont également perceptibles. Concernant la littérature profane, la pensée de Platon reprise par Augustin, faite d'hostilité à la fiction, a deux effets. 
D'une part, elle conduit les augustiniens les plus durs, les jansénistes de Port-Royal, à critiquer Pierre Corneille et à rejeter le théâtre et le roman. D'autre part, de façon plus positive, elle pousse le classicisme français à exiger de l'art littéraire « le vrai, et un vrai-qui-est-bon, qui élève l'âme ». En effet, en lien avec ce que préconise Augustin dans De Doctrina christina, IV, 28, l'être humain doit être rendu capable de faire face aux réalités.
À l'imitation des Confessions d'Augustin, le siècle sera riche en autobiographies. Côté janséniste, il est possible de citer les Mémoires du sieur Pontis (1676) et, côté non janséniste La vie de la Reine Christine par elle-même ; dédiée à Dieu (1686). Philippe Sellier analyse Le discours de la méthode de René Descartes comme une « véritable autobiographie intellectuelle […] ce qui n'est peut-être pas sans rapport avec la démarche des Confessions même si Descartes s'en est défendu ». De même la naissance ou plutôt la renaissance de la tragédie de William Shakespeare à Racine est-elle liée à un thème très augustinien, le « débat sur la liberté et la grâce, sur l'impuissance de l'homme sans Dieu ».
Pour Philippe Sellier, la pensée d'Augustin irradie au moins sept thèmes qu'on trouve fréquemment chez les écrivains classiques. Elle marque cinq d'entre eux de façon assez sombre tandis qu'elle éclaire et illumine les deux autres. Parmi les thèmes sombres il y a d'abord (1) ce qu'un critique littéraire, Jean Rousset, a qualifié d'« inconstance noire », c'est-à-dire le thème de l'instabilité du monde qui s'inspire du poème en prose d'Augustin sur le psaume 136, intitulé Sur les fleuves de Babylone. Sur ce thème Pascal, opposant Babylone et Sion, écrit : « Les fleuves de Babylone coulent et tombent, et entraînent. Ô saint Sion, où tout est stable, et où rien ne tombe ! » Puis (2) le thème de la « démolition du héros » qui vient de la défiance d'Augustin envers les vertus héroïques de Rome. 
Associé à ce thème il y a (3) l'idée que la vertu peut n'être qu'un vice déguisé, idée que l'on retrouve comme la précédente dans La Cité de Dieu, idée présente notamment, aussi, dans les comédies de Molière. Associée à la vision sombre d'Augustin sur la nature humaine, il y a (4) une vision assez désabusée du fonctionnement de la vie politique qui sourd dans les œuvres politiques de Hobbes et de Pascal et dans la morale de La Rochefoucauld et de Pierre Nicole. Enfin (5) la façon dont Augustin réduit l'amour à la sensualité est reprise par Pascal et Bossuet tandis que dans la Princesse de Clèves, Madame de Lafayette laïcise l'amour qu'Augustin destine à Dieu.
Côté Lumières, le siècle est marqué par l'idée de retour sur soi — Connais-toi toi-même — si forte chez Augustin, et en conséquence réfléchit beaucoup sur l'âme. Le siècle est aussi marqué par l'idée augustinienne d'un Dieu intérieur, qui pour reprendre Pascal « remplit l'âme et le cœur de ceux qu'il possède ».

#### Les catholicismes augustiniens auXVIIesiècle

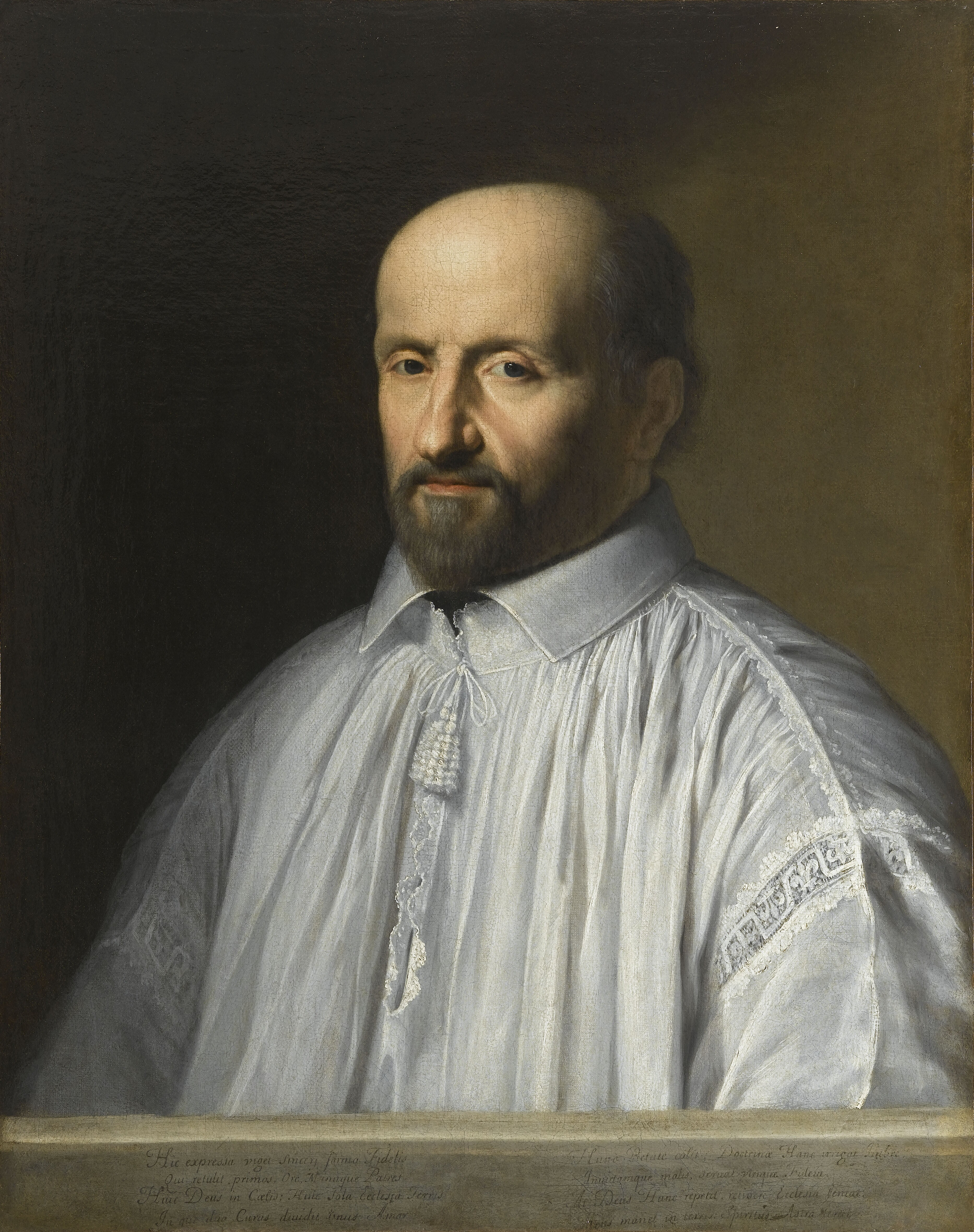
Jean-Ambroise Duvergier de Hauranne, abbé de Saint-Cyran, par Philippe de Champaigne.

##### L'École française de spiritualité
Au début du XVIIe siècle, l'École française de spiritualité, essentiellement représentée par la Société de l'oratoire de Jésus fondée en 1611 par le cardinal Pierre de Bérulle, un proche de Saint-Cyran, cherche à mettre en pratique la théologie augustinienne sans réellement se focaliser sur le problème de la grâce comme le feront plus tard les jansénistes. Il s'agit, par l'adoration du Christ sauveur, d'amener les âmes à un état d'humilité devant Dieu.

##### Le jansénisme
Le jansénisme a un augustinisme plus marqué sur deux points principaux :
- Saint-Cyran insiste, dans ses écrits, sur la nécessité pour le chrétien d'une véritable « conversion intérieure », seul moyen selon lui d'être en état de recevoir les sacrements de pénitence et d'Eucharistie. Cette idée de conversion très augustinienne repose sur la technique des « renouvellements », où l'état de conversion atteint, le pénitent doit faire fructifier les grâces qu'il a reçues, en menant une vie retirée[42]. Au contraire, Richelieu et les jésuites soutiennent la thèse de l'attrition c'est-à-dire que pour eux, le « regret des péchés fondé sur la seule crainte de l'enfer » suffit[43] ;
- Jansenius dans son ouvrage théologique l'Augustinus met l'accent sur la théorie augustinienne de la grâce et de la prédestination[44]. Jansenius et Antoine Arnauld, qui défend l'Augustinus, sont les véritables introducteurs et propagateurs du jansénisme en France.

### Augustin, Descartes, Grotius, Malebranche et Leibniz

#### Augustin et Descartes

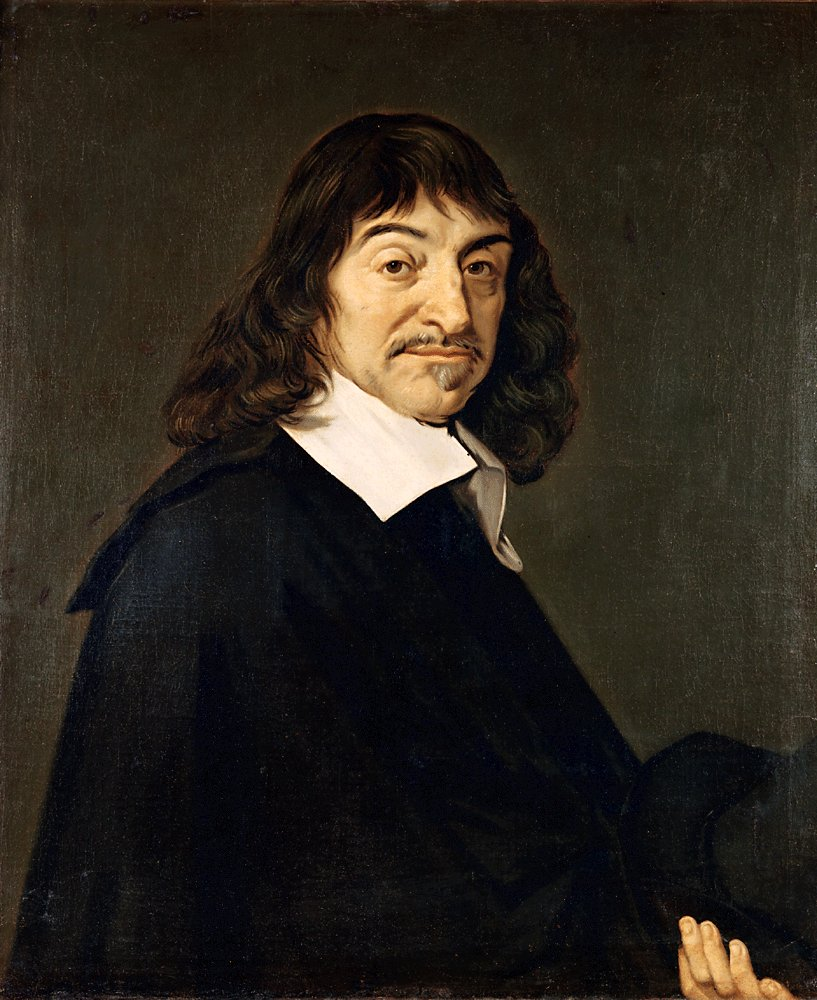
Le Je pense donc je suis de René Descartes a des résonances augustiniennes.

Augustin est le tout premier philosophe occidental à baser sa pensée sur le Je et sur ce point, Descartes avec une pensée basée sur le Cogito ergo sum (je pense donc je suis) s'inscrit dans la suite d'Augustin. Autre élément de proximité des deux hommes : la conception de l'esprit. Pour les deux comme l'écrit René Descartes, c'est « une chose qui doute, comprend, affirme, dénie, veut, ne veut pas, qui imagine, qui a des perceptions sensorielles ». Toutefois, sur ce point une différence de taille les sépare. En effet au contraire de Descartes, pour Augustin vivre est une fonction de l'esprit. 
Ce qui a des conséquences métaphysiques importantes : quand Augustin se pose comme Descartes la question « comment sais-je que je ne rêve pas ? », il ne la traite que de façon rhétorique pour contredire les sceptiques mais il n'envisage pas réellement la possibilité du rêve. Au contraire Descartes qui veut reconstruire le savoir, doit se poser la question de savoir s'il existe un monde physique indépendant de l'esprit.
Pour Stephen Menn, le livre IV des méditations de Descartes peut être vu comme une théodicée augustinienne fondée sur l'erreur de jugement.

#### Augustin, Hugo Grotius (1583-1645) et la notion de guerre juste
Pour Gareth B. Matthews, il y a une profonde ironie à considérer Augustin comme le père de la guerre juste. À cela plusieurs raisons. D'abord, Augustin n'est guère original et s'inspire beaucoup de Cicéron et d'Ambroise de Milan. Par ailleurs les éléments permettant de distinguer ce qui fait une guerre juste ou injuste sont assez peu structurés. Enfin, Augustin, d'habitude très soucieux de la vie intérieure, présente sur ce point une approche assez extérieure du problème ; il considère par exemple qu'un soldat qui tue sur l'ordre d'un supérieur légitime n'est pas responsable des morts qu'il occasionne sauf si cela est la conséquence d'un amour de la violence. D'une façon générale, l'approche de la question par Augustin est assez partielle. En effet, à la différence d'Hugo Grotius, Augustin ne considère que le jus ad bellum, c'est-à-dire la justesse de l'entrée en guerre, sans prendre en compte le jus in bello, c'est-à-dire la conduite juste de la guerre. Malgré tout, Hugo Grotius, dans son livre De Jure belli ac pacis se réfère environ 150 fois à Augustin.

#### Augustin et Malebranche
Nicolas Malebranche reconnaît l'influence d'Augustin non seulement sur sa pensée mais également sur son désir même « de proposer une nouvelle philosophie des idées ». Mais Malebranche revendique une divergence : « cependant nous ne proclamons pas, comme le fait Saint Augustin, que nous voyons Dieu en voyant les vérités, mais en voyant les idées de ces vérités… » Le fond du problème est qu'alors qu'Augustin ne se soucie pas du monde humain, des corps corruptibles, Malebranche veut s'occuper du monde ici-bas à travers les essences de ces éléments qu'il voit comme éternelles, immuables et nécessaires, de sorte que pour Steven Nadler, Malebranche ajoute à la doctrine de l'illumination d'Augustin une seconde dimension : « une théorie de notre connaissance de la nature (pas de son existence), du monde matériel qui nous entoure ».

#### Augustin et Leibniz

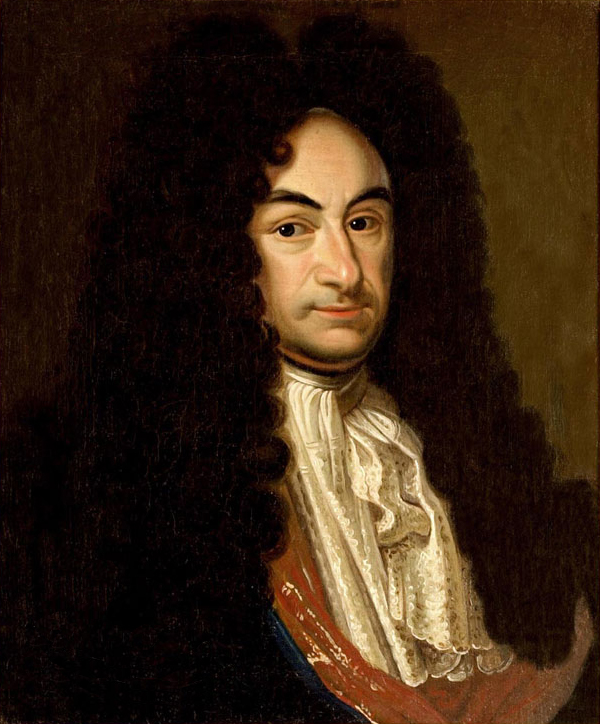
Gottfried Wilhelm Leibniz est l'auteur d'une théodicée d'inspiration augustinienne : la Monadologie.

Leibniz reprend les trois idées clés de la réponse d'Augustin au problème du mal :
1. « Le mal est une privation, un manque, un « rien ». » ;
2. « Le mal naturel, bien qu'horrible en lui-même, fait partie d'un ordre, qui comme tout ordre est merveilleux. » ;
3. « Le mal moral est le résultat du libre-arbitre, sans lequel il n'y aurait pas de bien moral. »

Pour Gareth B. Matthews, Leibniz est beaucoup plus « élégant » qu'Augustin dans sa distinction entre nécessité hypothétique et nécessité absolue. L'idée est que Dieu a tout prévu même ce qui ne se produit pas, de sorte qu'il faut distinguer ce qui est possible (nécessité hypothétique, par exemple quand quelqu'un dit qu'il écrira demain) et nécessité absolue qui ne dépend pas du libre choix,.

## Augustin et la modernité (XIXesiècleet après)
Durant cette période, l'œuvre d'Augustin demeure une source d'inspiration et de réflexion pour les philosophes notamment dans les domaines de la linguistique, de la phénoménologie et de la philosophie politique. Par contre, dans le domaine religieux, l'évêque d'Hippone est marginalisé sur le plan théologique au profit du néothomisme, même si un philosophe et théologien important de l'époque, Étienne Gilson, lui consacre un livre. 
Parmi les religieux, notamment les chrétiens, il est parfois considéré comme le père, pourrait-on dire, des péchés originels du christianisme, c'est-à-dire comme celui qui serait à l'origine de tout ce qu'ils abhorrent dans cette religion. Ce n'est qu'à la fin du XXe siècle et au début du XXIe siècle que le christianisme semble s'intéresser à nouveau à Augustin, comme en témoignent deux écrits de Benoît XVI, ainsi que l'intérêt que lui portent des philosophes comme Alain de Libera et Jean-Luc Marion, qui mènent une réflexion sur sa théologie dans le cadre d'une sortie de la métaphysique.

### Augustin et les philosophes

#### John Stuart Mill
John Stuart Mill est plus proche d'Augustin que de Descartes sur deux points. Tout d'abord Descartes suppose sans le démontrer qu'il y a d'autres esprits que le sien. Au contraire, tant Mill qu'Augustin estiment nécessaire, avec des arguments proches, de procéder à cette démonstration. Sur ce point, Augustin va plus loin que Mill « en attribuant aux animaux une reconnaissance instinctive de ce qu'est l'esprit humain ». Par ailleurs, à la différence de Descartes, Mill et Augustin pensent que l'esprit anime le corps.

#### Wittgenstein
Ludwig Wittgenstein, dans ses écrits « post tractatus », accuse Augustin de supposer qu'une définition adéquate d'un terme philosophique problématique éclaire le problème, faisant de lui un linguiste naïf pour qui le sens du mot se confondrait avec la chose, l’objet qu’il désigne. En réalité, Augustin, dans le dialogue qui met en scène son fils défunt Adéodat, se montre très sensible au caractère paradoxal du langage et des mots. Sa thèse fondamentale est que le langage n'enseigne pas, mais que ce soit l'expérience, soit la raison, c'est-à-dire le Christ, qui insuffle aux mots les savoirs correspondants. En fait en attaquant Augustin sur ce point, pour des auteurs comme G.P. Baker et P.M.S. Hacker, Wittgenstein attaque aussi Gottlob Frege, Bertrand Russell, et probablement son propre ouvrage le Tractatus ; autrement dit : une « auto-critique, ou mieux, la critique du premier Wittgenstein par le second ».

#### Augustin et la phénoménologie et sa suite

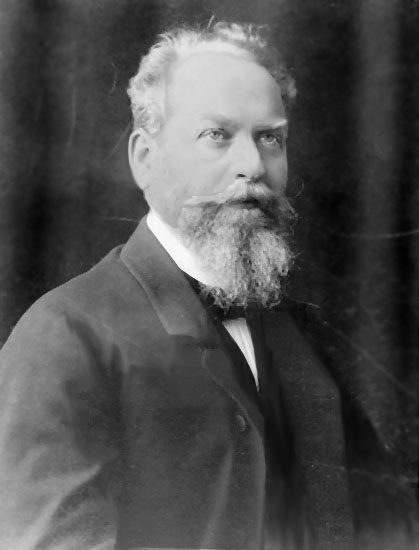
Edmund Husserl voit Augustin comme un précurseur de la phénoménologie.

La méthode philosophique d'Augustin telle qu'elle se déploie en particulier dans les Confessions exerce une influence persistante tout au long du XXe siècle sur la philosophie continentale. Sa façon descriptive de rendre compte du comment l'intentionalité, la mémoire et le langage sont éprouvés à l'intérieur de la conscience du temps, ont anticipé et inspiré les points clés de la phénoménologie et de l'herméneutique. Edmund Husserl écrit à ce sujet : « L'analyse de la conscience du temps est un vieux nœud classique de la psychologie descriptive et de la théorie de la connaissance. Le premier penseur à avoir été extrêmement sensible à ces immenses difficultés est Augustin, qui a travaillé quasi désespérément à ce problème ». 
Martin Heidegger se réfère à plusieurs reprises à la philosophie descriptive d'Augustin dans son livre Être et Temps. Par exemple, le thème du « comment-être-dans-le-monde » est exposé ainsi : « La nature particulière, alternative, du voir, a été remarquée notamment par Augustin, dans le cadre de son interprétation de la concupiscence. » Heidegger cite ensuite les Confessions : « Voir est l'attribut des yeux, mais nous utilisons même ce mot « voir » dans d'autres sens quand nous parlons de la connaissance… Nous ne disons pas seulement voir comment ceci brille… nous disons même  voir comment cela sonne ».

### Augustin et Arendt
Le premier écrit philosophique d'Hannah Arendt, sa thèse, porte sur Le Concept d'amour chez Augustin, Der Liebesbegriff bei Augustin (1929) : dans cet ouvrage, « la jeune Arendt veut montrer que le fondement de la vie sociale chez Augustin peut être compris comme résidant dans un amour du prochain enraciné dans la compréhension de la commune origine de l'humanité ». Jean Bethke Elshtain dans Augustine and the Limits of Politics trouve des similitudes entre les conceptions du mal d'Augustin et d'Arendt : « Augustin ne voit pas le mal comme quelque de démoniaquement enchanteur mais plutôt comme l'absence du bien, comme quelque chose n'étant paradoxalement rien. Arendt […] envisage de même l'extrême mal qui a produit l'holocauste comme simplement banal dans son livre Eichmann à Jerusalem ».
Dans son livre La Crise de la culture, Hannah Arendt voit en Augustin le seul philosophe que Rome ait jamais eu. Elle considère que le pivot de la philosophie augustinienne, « Sedis animi est in memoria (Le siège de l'esprit est dans la mémoire) », a permis au christianisme de répéter « la fondation de Rome […] dans la fondation de l'Église catholique » en reprenant sur un autre plan « la trinité romaine de la religion, de l'autorité et de la tradition ». Pour cette philosophe, si l'on touche à un des trois piliers de cette trinité, les deux autres sont affectés. Elle estime que Luther commit l'erreur de penser que l'on pouvait toucher à l'autorité sans revoir les deux autres piliers. Hobbes fit de même cette fois-ci en s'en prenant à la tradition et les humanistes commirent l'erreur « de penser qu'il serait possible de demeurer à l'intérieur d'une tradition inentamée de la civilisation occidentale sans religion et sans autorité ».

### Augustin et la philosophie politique moderne

#### Les apports d'Augustin
Pour Hannah Arendt, c'est Augustin qui a permis à la pensée chrétienne de sortir de son antipolitisme des premiers temps. À cet égard, pour elle, ce qui est décisif c'est l'idée de Cité de Dieu qui, parce que cité, implique l'existence d'une vie en communauté, et donc d'une sorte de politique dans l'au-delà. Pour Louis Dumont, par rapport aux autres philosophes de l'Antiquité, Augustin va restreindre la portée des lois de la nature et étendre le champ de la providence et de la volonté de Dieu. Il va en découler une plus faible portée donnée à la cité, à la république, et un plus grand rôle donné à l'Église.
Louis Dumont relève dans la philosophie politique d'Augustin plusieurs points qui annoncent l'individualisme moderne : d'une part, en plaçant la foi, c'est-à-dire « l'expérience religieuse, au fondement de la pensée rationnelle », Augustin annonce l'ère moderne que Dumont voit « comme un effort gigantesque pour réduire l'abîme initialement donné entre la raison et l'expérience » et d'autre part, Augustin insiste sur l'égalité entre les hommes avec des accents que nous retrouverons plus tard chez John Locke. 
Enfin par rapport à Cicéron on trouve chez Augustin une plus forte emphase sur l'individualisme. Il insiste davantage sur le fait que la Cité, la Respublica, l'État dirions-nous maintenant, est constitué d'individus, ce n'est par un organisme. De même sa conception de l'ordre et de la loi, laisse une place plus importante à l'homme. Dumont note que lorsque Augustin écrit dans le Contra Faustum : « La loi éternelle est la raison divine ou volonté de Dieu, qui commande de conserver l'ordre naturel et interdit de le troubler », il ajoute par rapport à Cicéron les mots « volonté » et « ordre naturel » de sorte qu'on peut comprendre que si Dieu donne l'Ordre, les lois viennent certes de Dieu mais sont dans les mains des hommes.

#### La controverse sur l'augustinisme politique

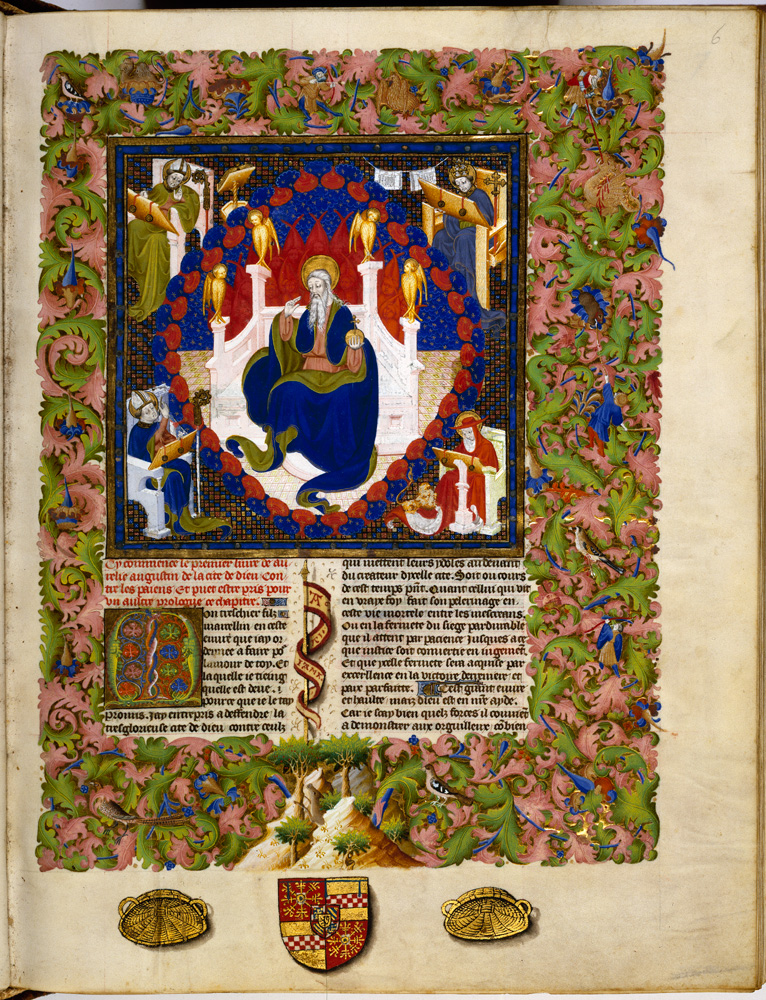
La Cité de Dieu. Début d'un manuscrit en français du début du XVe siècle conservé à la bibliothèque royale des Pays-Bas.

L'expression a été forgée au XXe siècle par H.X. Arquillière dans un ouvrage intitulé Augustinisme politique. Selon cette thèse la Cité de Dieu aurait servi à « justifier la primauté pontificale (de Grégoire VII à Boniface VIII ») puisque selon Arquillière l'augustinisme en général consisterait en une tendance « à fusionner l'ordre naturel et l'ordre surnaturel, à absorber le premier dans le second ». Au XVIIe siècle, Bossuet reprend ces mêmes thèses en faveur de l'absolutisme royal.
Le problème est que sous le vocable d'augustinisme on ne cherche pas à trouver ce qui pourrait être l'essence de la pensée d'Augustin, mais on y classe tous les développements auxquels la pensée d'Augustin a donné lieu en y incluant « les véritables contresens et caricatures que chaque époque a commis en relisant Augustin ». En l'occurrence c'est ce qui se passe ici. 
En effet, chez Augustin les deux cités ne sont pas l'Église temporelle ni le pouvoir des États car, comme le note Étienne Gilson, elles « recrutent leurs citoyens par la seule loi de la prédestination divine. Tous les hommes font partie de l'une ou de l'autre, parce qu'ils sont prédestinés à la béatitude avec Dieu, ou à la misère avec le démon ». En fait, ce qu'on appelle l'augustinisme politique distingue non pas la Cité de Dieu et la Cité terrestre mais est hanté par le conflit du Moyen Âge entre les pouvoirs spirituel et temporel, les deux voulant dominer l'autre en proposant leur version de la fusion du spirituel et du temporel, les deux se réclamant d'Augustin.

#### Influence de la Cité de Dieu
Deux auteurs ayant participé à la mise en place du nouvel ordre mondial après 1945 ont écrit des livres se référant à la Cité de Dieu d'Augustin : Wilhelm Röpke, un des pères de l'ordolibéralisme, a écrit en 1944 Civitas Humana, et Lionel Curtis a écrit en 1938 un livre intitulé Civitas Dei: The Commonwealth of God (1938). Lionel Curtis se démarque d'Augustin sur deux points clés. Alors qu'Augustin distingue le monde et le Royaume de Dieu, Curtis distingue le principe d'autorité — il accuse Augustin de l'avoir repris des Romains — et le principe de commonwealth plus axé sur la discussion, la conscience et la raison. D'autre part, il accuse Augustin d'avoir séparé artificiellement politique et religion.
Pour le Professeur Deepak Lal, la Cité de Dieu a influencé les projets séculiers et les traditions des Lumières, ainsi que le marxisme, le freudisme ou l'éco-fondamentalisme. Antonio Negri et Michaël Hardt dans leur livre Empire citent Augustin d'Hippone et ambitionnent de remplacer l'Empire non pas par une Cité de Dieu — il n'y a pas de transcendance chez eux — mais par « une cité universelle d'étrangers, vivant ensemble, coopérant, communicant ».

### Une vision critique de son apport au christianisme

#### Augustin: le mauvais génie de l'Occident?
En avant-propos de son livre Le Dieu d'Augustin, Goulven Madec répond à Jacques Duquesne (écrivain) qui dans son livre Le Dieu de Jésus reprend bien des allégations souvent portées à l'encontre d'Augustin à la fin du XXe siècle et au début du XXIe siècle. Pour Madec, cette contestation de la pensée d'Augustin porte sur sept points principaux. Les deux premiers (1) « les frasques d'Augustin » et (2) « Augustin et les femmes » ont déjà été traités dans l'article. Nous nous centrerons donc sur les cinq autres. Tout d'abord, (3) « notre monde » reproche à Augustin son mépris du monde. Mais pour Goulven Madec, Jésus dénonçait déjà « Le prince de ce monde » dans l'Évangile de Jean. (4) Jacques Duquesne reproche à Augustin d'être « le véritable inventeur du péché originel ». 
À quoi Goulven Madec objecte que l'évêque d'Hippone a inventé la formule mais que l'idée est présente bien avant dans les textes évangéliques. (5) Pour Augustin, le Christ est rédempteur, or l'idée du rachat du péché originel paraît farfelue à Duquesne et sur ce point, Goulven Madec constate, en semblant le déplorer, que « la « rédemption » est, de nos jours, une métaphore éteinte, une « notion » ou un « concept » vidé de sens ». (6) Le fait que pour Augustin les enfants non baptisés iraient en enfer est jugé choquant. Pour Goulven Madec, Augustin interprète les textes tels qu'il peut ou veut les comprendre et, de son temps, on n'en était pas au « pluralisme théologique ». (7) « Les miséricordieux ». Augustin, contre Origène et notre siècle, ne pense pas que tout le monde sera sauvé.

#### Relations avec le judaïsme

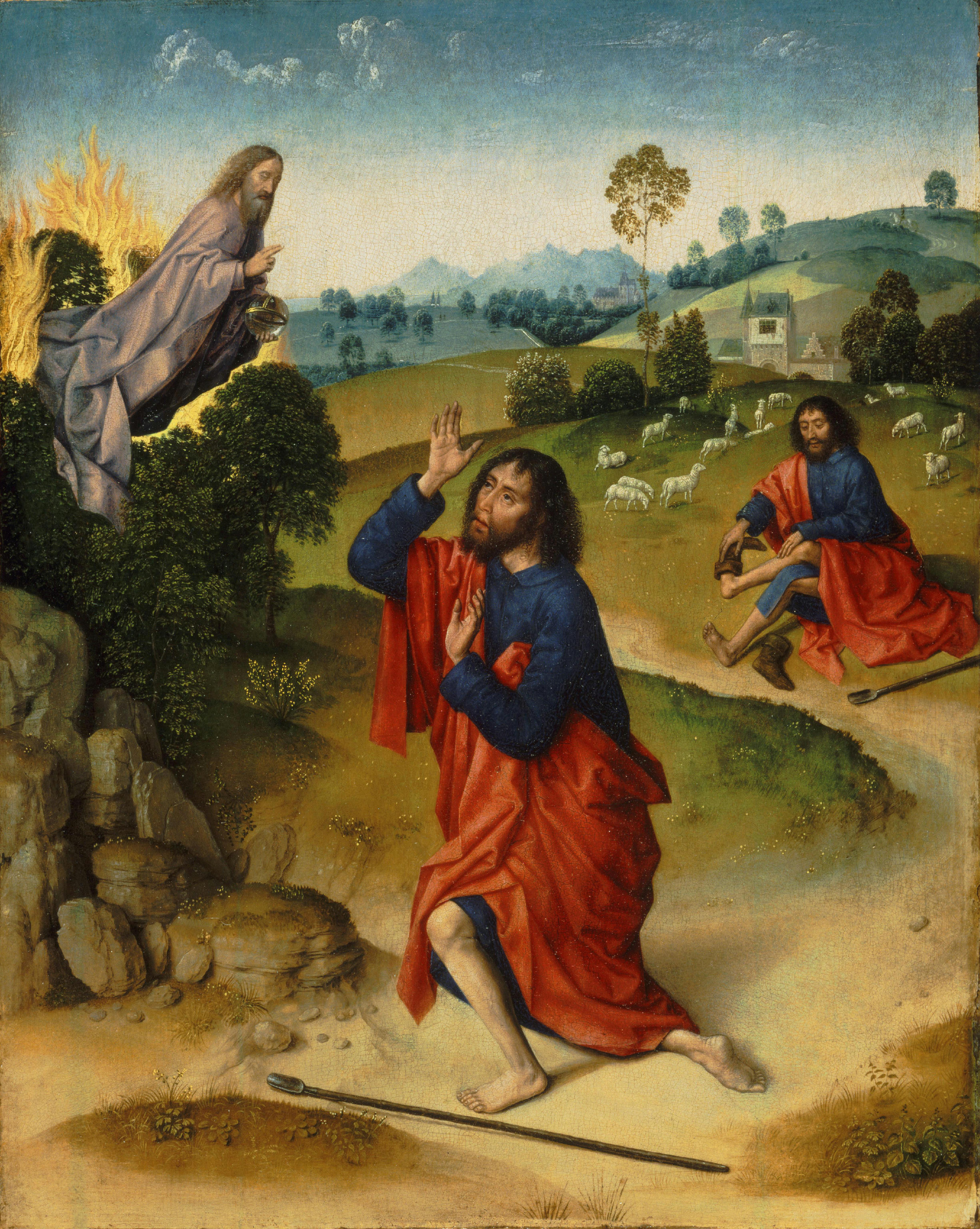
Moïse et le buisson ardent, par Dirk Bouts.

Aucune des œuvres de saint Augustin ne s'adresse directement aux Juifs, mais la discussion avec les Juifs est omniprésente dans ses ouvrages. On peut d'ailleurs citer des textes où il fait allusion à des rencontres de chrétiens avec des Juifs en Afrique romaine, où ceux-ci étaient nombreux, par exemple pour connaître le sens d'un mot hébreu.
L'image qu'Augustin s'est formée du judaïsme, donnera la théologie traditionnelle du judaïsme en Occident, la théologie de la substitution, selon laquelle le christianisme remplace le judaïsme comme seule vraie religion. Il suivait en cela la doctrine du christianisme, formulée par Justin de Naplouse, Tertullien et Jean Chrysostome, notamment.
Pour Augustin, l'enseignement contenu dans l'Ancien et le Nouveau Testament est identique, si ce n'est que le premier, écrit sur la pierre des Tables de la Loi, est imposé du dehors, tandis que le second est implanté dans le for intérieur de l'Homme, inscrit dans son cœur. L'adage dit : Novum in Veteri latet, Vetus in Novo patet. C'est de cette théorie qui insiste (contre le manichéen) sur la continuité et la permanence, que naît la théologie de la nouvelle mission des Juifs : ils rendent témoignage, par la garde de la Loi, aux prophéties qui se sont accomplies dans le Christ.
Cependant, s'ils ont en main l'Écriture, ils ne savent pas la lire. Ils l'entendent sans la comprendre. Ainsi, en situant la rupture au niveau de la compréhension de la Loi, Augustin projette la problématique pélagienne sur sa controverse avec le judaïsme : la Loi, ce sont les œuvres, et le seul mérite des œuvres ne peut sauver. Il y a bien sûr une grande incompréhension du judaïsme, où la théologie du mérite ne se limite pas aux œuvres mais comprend aussi le mérite des Pères, les patriarches.

#### La question du peuple déicide
À la suite de Justin de Naplouse et de Méliton de Sardes, entre autres, Augustin considérait les Juifs comme les « assassins du Christ », et donc de Dieu. C'est sous son influence et sous celle de Jean Chrysostome que se propagea la doctrine du « peuple déicide », doctrine qui ne fut officiellement abandonnée par le catholicisme qu'après la Shoah, lors du concile Vatican II, quelque mille six cents ans plus tard. Mais cette doctrine demeure intacte dans l'Église orthodoxe. Les violentes accusations d'Augustin, récitées chaque Vendredi saint lors de la litanie des Impropères, furent historiquement l'un des plus puissants vecteurs de l'antijudaïsme et de l'antisémitisme.
Augustin écrit notamment dans son Commentaire du psaume 63 :
« Que les Juifs ne viennent pas dire : « Ce n'est pas nous qui avons mis le Christ à mort. » Car s'ils l'ont livré au tribunal de Pilate, c'est pour paraître innocents de sa mort. […] Mais pensaient-ils tromper le Juge souverain qui était Dieu ? Ce que Pilate a fait, dans la mesure où il l'a fait, l'a rendu pour une part leur complice. Mais si on le compare à eux, il est beaucoup moins coupable. […] Si c'est Pilate qui a prononcé la sentence et donné l'ordre de le crucifier, si c'est lui qui en quelque sorte l'a tué, vous aussi, Juifs, vous l'avez mis à mort. […] Lorsque vous avez crié : « En croix ! En croix ! »
Toutefois, ce « peuple déicide » ne doit pas être assassiné, selon Augustin, car les Juifs sont à la fois les « témoins » de l'ancienne religion et l'objet d'une humiliation due à leur crime : dispersés depuis la Crucifixion et la destruction du Temple de Jérusalem (événements quasiment contemporains), ils constituent la preuve vivante du châtiment divin. Ils n'ont donc pas à être tués puisque leur rabaissement témoigne de ce crime. Cette doctrine est connue sous le nom de « peuple témoin ».
« Si donc ce peuple n’a pas été détruit jusqu’à entière extinction, mais dispersé sur toute la surface de la terre, c’est pour nous être utile, en répandant les pages où les prophètes annoncent le bienfait que nous avons reçu, et qui sert à affermir la foi chez les infidèles. […] Ils ne sont donc pas tués, en ce sens qu’ils n’ont pas oublié les Écritures qu’on lisait et qu’on entendait lire chez eux. Si en effet ils oubliaient tout à fait les saintes Écritures, qu’ils ne comprennent pas du reste, ils seraient mis à mort d’après le rite judaïque même ; parce que, ne connaissant plus la loi ni les prophètes, ils nous deviendraient inutiles. Ils n’ont donc pas été exterminés, mais dispersés ; afin que n’ayant pas la foi qui pourrait les sauver, ils nous fussent du moins utiles par leurs souvenirs. Nos ennemis par le cœur, ils sont par leurs livres, nos soutiens et nos témoins. »

Par ailleurs, Augustin s'opposa vivement à saint Jérôme lorsque celui-ci traduisit en latin l'ensemble de la Bible, sous le nom de « Vulgate ». Jérôme avait coutume de demander conseil à des rabbins pour l'interprétation de certains termes du Tanakh lors de sa traduction, afin de rester le plus fidèle possible à la « vérité hébraïque », ce qu'Augustin lui reprocha. En effet, le mot rabbi veut dire maître, mais il n'y a pas d'autre maître que le Christ.

## Sources